# Розенау, Джеймс
Джеймс Розенау (англ. James N. Rosenau; 1924—2011) — американский специалист в области международных отношений, профессор политических наук в Университете Джорджа Вашингтона. В прошлом — председатель Ассоциации международных исследований.
Начал карьеру ассистентом в Принстонском университете и преподавателем Университета Южной Калифорнии. Впоследствии продолжил свою карьеру в Университете Джорджа Вашингтона, где трудится в качестве почётного профессора.
В 2005 году журнал «Foreign Policy» назвал Дж. Розенау одним из самых влиятельных исследователей в сфере международных отношений.

## Вклад
Основу научных интересов Дж. Розенау составляют вопросы динамики мировых политических процессов, проблематика сближения внутренней и внешней политики государств.
В своих работах Дж. Розенау отмечает кардинальные изменения, которые происходят в последнее десятилетие в мировой политике. Их суть заключается в снижении роли государства как основного актора международных отношений, который перестаёт быть главным действующим лицом. Это место государство уступает конкретным лицам, вступающим в отношения друг с другом. Формируется международный континуум, субъектами которого являются, как образно выражается Дж. Розенау, турист и террорист. К числу основных международных акторов Дж. Розенау относит государства, подсистемы (например, органы местной администрации), транснациональные организации, когорты (например, этнические группы), движения.
Профессор отмечает «двухслойность» мировой политики. С одной стороны, сохраняется поле межгосударственных взаимоотношений. С другой стороны, формируется поле, на котором основными участниками являются негосударственные участники, или «акторы вне суверенитета», которые демонстрируют влияние, сопоставимое с влиянием традиционных (государственных) акторов. Подобные изменения позволяют профессору говорить о «постмеждународной политике», в рамках которой контакты между акторами и структурами осуществляются по-новому, в рамках отношений «традиционный мир межгосударственных взаимодействий ↔ второй, полицентричный мир».
В своих исследованиях Дж. Розенау обращает внимание и на проблему глобализации, анализируя различия между содержанием этого понятия и смыслом близких ему терминов — глобализм, универсализм, сложная взаимозависимость. По его мнению, глобализация характеризуется, в первую очередь, отсутствием каких-либо территориальных и юридических барьеров, обладает способностью с лёгкостью преодолеть любые государственные границы и затронуть любую социальную общность.

## Работы
Дж. Розенау является автором более 40 книг и 200 научных статей. К числу наиболее важных работ относятся:
- Public Opinion and Foreign Policy: An Operational Formulation. New York: Random House (1961);
- International Studies and Social Sciences: Problems, Priorities, and Prospects in the USA (1973);
- The Scientific Study of Foreign Policy (1980);
- The Study of Global Interdependence: Essays on the Transnationalization of World Affairs (1980);
- Turbulence in World Politics: A Theory of Change and Continuity (1990);
- Along the Domestic-Foreign Frontier: Exploring Governance in a Turbulent World (1997);
- Thinking Theory Thoroughly: Coherent Approaches to an Incoherent World (2000);
- Information Technologies and Global Politics: The Changing Scope of Power and Governance (2002);
- Distant Proximities: Dynamics Beyond Globalization (2003);
- Globalization, Security, and the Nation State: Paradigms in Transition (2005);
- The Study of World Politics (два тома, 2006);
- People Count: The Networked Individual in World Politics (2007)[3][4].